# La Tepuza
La Tepuza är en ort i Mexiko.   Den ligger i kommunen Numarán och delstaten Michoacán de Ocampo, i den centrala delen av landet, 300 km väster om huvudstaden Mexico City. La Tepuza ligger 1 693 meter över havet och antalet invånare är 687.
Terrängen runt La Tepuza är kuperad åt sydost, men åt nordväst är den platt. Runt La Tepuza är det ganska tätbefolkat, med 54 invånare per kvadratkilometer. Närmaste större samhälle är Numarán, 8,3 km norr om La Tepuza. I omgivningarna runt La Tepuza växer huvudsakligen savannskog.